# Hide and Seek (Hawkeye)
"Hide and Seek" es el segundo episodio de la miniserie de televisión estadounidense Hawkeye, basada en Marvel Comics que presenta a los personajes Clint Barton / Hawkeye y Kate Bishop. El episodio sigue a Barton trabajando con Bishop para aprender más sobre una conspiración. El episodio está ambientado en el Universo Cinematográfico de Marvel (MCU), compartiendo continuidad con las películas de la franquicia. Fue escrito por Elisa Climent y dirigido por Rhys Thomas.
Jeremy Renner repite su papel como Clint Barton de la saga cinematográfica, con Hailee Steinfeld uniéndose a él como Kate Bishop. Tony Dalton, Alaqua Cox, Fra Fee, Aleks Paunovic, Piotr Adamczyk, Linda Cardellini y Vera Farmiga también protagonizan el episodio. Thomas se unió a la serie en julio de 2020. La filmación tuvo lugar en la ciudad de Nueva York, con trabajo adicional de filmación y sonido en Atlanta, Georgia.
"Hide and Seek" se estrenó en Disney+ el 24 de noviembre de 2021 junto con el primer episodio. Los críticos elogiaron la química y las actuaciones de Renner y Steinfeld y la secuencia con los LARPing.

## Trama
Después de encontrarse con Kate Bishop en un callejón, Clint es llevado a su apartamento; Kate trata de presentarse ante él pero Barton le pregunta sobre el traje y le habla sobre sus implicancias. En ello, son atacados por los deportistas, que prenden fuego al lugar. La pareja se ve obligada a evacuar, dejando atrás el traje de Ronin. Tras comprar elementos curativos, Kate lo lleva al departamento de vacaciones de su tía, donde pasan la noche. Barton, al ver que la noticia del regreso de Ronin escala más, envía a sus hijos de regreso a casa, pero les promete regresar el día de Navidad.
Barton acompaña a Bishop a su lugar de trabajo y luego recupera el traje de Ronin en un evento de jugadores de rol de manos de un bombero llamado Grills, quien recogió el traje tras apagar el incendio del departamento. Bishop pasa a la empresa familiar Bishop Security, donde recibe el llamado de un policía que investiga el incendio de su casa; más tarde, no logra convencer a Eleanor de la participación de Jack en la muerte de su tío Armand. Después de desafiar a Duquesne a un duelo de esgrima, intenta ponerse en contacto con Barton, pero se entera de que Barton se dejó capturar a sabiendas por los deportistas. Ella rastrea la ubicación de Barton, pero termina siendo capturada ella misma. La pandilla informa a su líder, Maya López, del cautiverio de Barton y Bishop.

## Producción

### Desarrollo
Para abril de 2019, Marvel Studios estaba desarrollando una serie para Disney+ protagonizada por Clint Barton / Hawkeye de Jeremy Renner de las películas del Universo cinematográfico de Marvel (MCU), en la que Barton legaría el manto de Hawkeye a Kate Bishop.  En julio de 2020, Rhys Thomas fue contratado para dirigir tres episodios de Hawkeye.   Thomas es productor ejecutivo con el escritor principal de la serie, Jonathan Igla, junto con Brad Winderbaum, Trinh Tran, Victoria Alonso, Louis D'Esposito y Kevin Feige de Marvel Studios.  El segundo episodio, titulado "Hide and Seek",  fue escrito por Elisa Climent, y se estrenó el 24 de noviembre de 2021, al igual que el primer episodio. 

### Escritura
Igla sintió que era importante mostrar el impacto duradero de todos los golpes que Barton ha recibido a lo largo de los años, a pesar de estar en excelente forma y saber cómo recibir un golpe, ya que es un tipo normal. El uso del montaje que muestra lo que Barton había pasado en apariciones pasadas en el UCM fue para recordarle a la audiencia la "escala de cosas por las que ha pasado, en parte en contraste con la escala del desafío al que se siente enfrentado ahora". Igla sintió que, con base en lo que le dijeron y vio, fue una colección de eventos que finalmente llevaron a la pérdida de audición de Barton, en lugar de una sola causa, por lo que para el montaje, Igla quería presentar clips de "los más grandes, más cinematográficos, explosión de aspecto costoso y ofensa al nivel de los Vengadores por la que ha pasado".

### Casting
El episodio está protagonizado por Jeremy Renner como Clint Barton, Hailee Steinfeld como Kate Bishop, Tony Dalton como Jack Duquesne, Alaqua Cox como Maya Lopez / Echo,  Fra Fee como Kazi, Aleks Paunovic como Ivan, Piotr Adamczyk como Thomas, Linda Cardellini como Laura Barton y Vera Farmiga como Eleanor Bishop.

### Diseño
La secuencia del título principal del episodio fue diseñada por Perception. 

### Rodaje
El rodaje comenzó a principios de diciembre de 2020 en la ciudad de Nueva York, usando como escenarios el centro de Brooklyn en la estación de metro de las calles Hoyt-Schermerhorn,    y en Midtown Manhattan.  La filmación adicional tuvo lugar en Trilith Studios y Tyler Perry Studios en Atlanta, Georgia.  

## Marketing
Después del lanzamiento del episodio, Marvel anunció productos inspirados en los dos primeros episodios como parte de su promoción semanal "Marvel Must Haves" para cada episodio de la serie, incluida la ropa y Funko Pops de Hawkeye y Bishop con Lucky.

## Recepción

### Audiencia
La aplicación de seguimiento de espectadores Samba TV informó que el episodio fue visto por aproximadamente 1,3 millones de hogares en los primeros cinco días, mientras que el primer episodio fue visto por 1,5 millones de hogares. Según Nielsen Media Research, que mide la cantidad de minutos vistos por el público estadounidense en televisores, Hawkeye fue la segunda serie original más vista en los servicios de transmisión durante la semana del 22 al 28 de noviembre con 853 millones de minutos vistos. El estreno de dos episodios de Hawkeye fue la serie de transmisión superior para los espectadores en los Estados Unidos durante la semana que finalizó el 28 de noviembre según TV Time de Whip Media.

### Respuesta crítica
El sitio web del agregador de reseñas Rotten Tomatoes informa un índice de aprobación del 93% con una calificación promedio de 7.7/10, según 14 reseñas.
Jack Shepherd de GamesRadar+ le dio al episodio un 4 de 5 y dijo que Renner y Steinfeld tenían una "química electrizante". Pensó que ambos tenían la oportunidad de brillar, tanto juntos como por separado. Shepherd dijo que las escenas LARPing fueron la mejor parte del episodio en gran parte debido al hecho de que "el acto de hombre heterosexual duro como un clavo de Hawkeye hace maravillas". Realmente le gustaba cuando Barton y Bishop estaban juntos, y dijo que su pareja era "el elemento destacado del espectáculo hasta ahora". Como resultado, dijo que cuando la pareja estaba separada "la serie se ralentiza demasiado". Al darle a "Hide and Seek" un 4 sobre 5, Keith Phipps de Vulture dijo que la historia pudo ponerse manos a la obra después del primer episodio pesado de exposición y elogió la química entre Renner y Steinfeld.
Kirsten Howard de Den of Geek le dio al estreno de dos episodios un 4,5 sobre 5, diciendo que "Steinfeld es predeciblemente genial en el papel [de Bishop]". Howard sintió que "Marvel Studios ha creado un mundo atractivo, Die Hard-esque para Clint Barton" y el enfoque más sólido de la serie le convenía. Matt Purslow de IGN también elogió la química entre Renner y Steinfeld y dijo que "si bien el dúo genera una sensación enérgica, hay elementos en juego que mantienen las cosas humanas y de peso", pero agregó que Steinfeld específicamente se robó el espectáculo. Purslow sintió que hasta este punto "la Hawkeye a la que se refiere el título es casi con certeza Kate". Le gustó el equilibrio de la escena LARPing, ya que siempre fue divertido, mientras que también sintió que hizo un buen trabajo al mostrar "la renuencia de Barton a verse envuelto en un conflicto".